# フランシス・コンパオン
フランシス・コンパオン（Francis Kompaon、1986年1月16日 - ）は、パプアニューギニア・東ニューブリテン州ラバウル出身の陸上選手。2008年に開催された北京パラリンピックにパプアニューギニア代表として選ばれており、男子100mのT46と200mのT46に出場した。200mでは1次予選で23秒30の4位に終わったものの100mでは1次予選を2位で通過、決勝でもオーストラリアのヒース・フランシスと0.05秒の差の 11秒10の2位でゴールし、銀メダルを獲得した。これはオリンピックとパラリンピックを通してパプアニューギニアにもたらされた初のメダルであり  、太平洋諸島で見ても、オリンピックとパラリンピックを通して初のメダルであった。また開会式でも選手団の旗手を務めており、開会式での聖火リレーのランナーのうちの一人として、4000人以上の出場者のうちの15人の中の一人にも選ばれている。
パラリンピックでメダルを獲得する以前にも、オセアニアの大会ではいくつかの金メダルを獲得しており、2006年コモンウェルスゲームズでは障害を持った選手の200mにおいて4位となった。
パプアニューギニアのスポーツ大臣であるキャロル・キドゥは彼のパラリンピックのメダルはパプアニューギニアで障害の問題を今までになかったほどに明らかにしてくれたと述べた。これに対し同国の首相、マイケル・ソマレは障害者スポーツのための資金提供額を増額することを約束した。